# Пономарёв, Степан Анатольевич
Степа́н Анато́льевич Пономарёв (род. 16 января 1976, Рыбинск, Ярославская область, РСФСР, СССР) — российский и белорусский хоккеист, выступавший в главных белорусской и украинской лигах.

## Биография
В 1995—1998 годах выступал за команды младших российских лиг, после чего принял приглашение новополоцкого «Полимира», выступавшего в высшей лиге белорусского чемпионата и в Восточно-европейской хоккейной лиге (ВЕХЛ). В 2001—2003 годах продолжил выступление в клубах высшей лиги Белоруссии «Витебск» и «Брест», завершил сезон 2002/2003 в кирово-чепецкой «Олимпии» (Кирово-Чепецк), игравшей в российской высшей лиге.
В 2003—2011 годах вновь играл в высшей лиге Белоруссии, с 2006 года получившей название экстралига — минском «Динамо» (2003—2004), гродненском «Немане» (2004—2005), клубе «Юность-Минск» (2005—2009), в составе которого трижды становился чемпионом Белоруссии (сезоны 2004/2005, 2005/2006 и 2008/2009), серебряным (сезон 2007/2008) и бронзовым (сезон 2006/2007) призёром белорусского первенства. В сезоне 2009/2010 выступал за минский «Керамин», в следующем сезоне вновь представлял клуб из Бреста, был его капитаном.
После создания в 2011 году Профессиональной хоккейной лиги Украины играл в учредивших её клубах — киевском «Компаньоне-Нафтогазе», львовских «Львах» и белоцерковском «Белом Барсе».
Закончил игровую карьеру в 2014 году, вернувшись в ХК «Витебск», после чего стал тренером в ДЮСШ на базе минского «Динамо».

## Достижения
- Чемпион Белоруссии 2004/2005[англ.].
- Чемпион Белоруссии 2005/2006[англ.].
- Бронзовый призёр чемпионата Белоруссии 2006/2007[англ.].
- Обладатель Континентального кубка 2007
- Серебряный призёр чемпионата Белоруссии 2007/2008[англ.]
- Чемпион Белоруссии 2008/2009.

## Награды
- Заслуженный мастер спорта Республики Беларусь (2007).
- Медаль «За трудовые заслуги» (Белоруссия) (2014)[2].